# Veksilologija
Veksilologija, također i zastavoslovlje ili stjegoslovlje, je znanost koja se bavi proučavanjem svih aspekata zastava i njihove upotrebe i spada u grupu pomoćnih povijesnih znanosti. Također se smatra i granom suvremene primijenjene umjetnosti.
Termin veksilologija prvi je upotrijebio 1958. godine dr. Whitney Smith (SAD), autor mnogih knjiga i članaka vezani za tu temu. Riječ je sinteza latinske riječi vexillum i sufiksa -logija što znači "znanost o". Vexillum je označavala poseban tip zastave kojeg su upotrebljvalji rimski legionari u klasničnoj eri Rimskog Carstva.
Veksilologija se prvotno uzimala za poddisciplinu heraldike, iako se i danas javljaju takvi zagovornici, a prema drugima smatrala se granom semiotike (znakoslovlja). Njezina funkcija formalno je definirana u Ustavu FIAV-a (Fédération internationale des associations vexillologiques - Međunarodna federacija veksiloloških udruga) kao "stvaranje i razvoj korpusa znanja o zastavama svih vrsta, njihovih formi i funkcija, te znanstvenih teorija i principa utemeljenih na tom znanju."
Osoba koja se bavi proučavanjem zastava naziva se veksilolog, a osoba koja se bavi dizajniranjem i crtanjem zastava veksilograf.

## FIAV
Veksilolozi su aktivni u nekoliko nacionalnih udruga, koji su udružene u Međunarodnu federaciju veksiloloških udruga - FIAV (Fédération internationale des associations vexillologiques).  FIAV je međunarodna federacija koju čine 51 regionalne, nacionalne i multinacionalne udruge i institucije koje se bave veksilologijom. FIAV je provizorno organizirana 3. rujna 1967. na II. međunarodnom kongresu veksilologije u Rüschlikonu, Švicarska, a službeno je osnovana 7. rujna 1969. na III. međunarodnom kongresu veksilologije u Bostonu, Massachusetts, SAD. Svake druge godine FIAV organizira međunarodni kongres.

## Veksilološki simboli
Nacionalne zastave mogu se podijeliti prema namjeni u šest osnovnih skupina, prema upotrebi na kopnu odnosno na moru, te prema tome tko zastave ističe (civili, država ili vojska). Sustav označavanja namjene zastave zasnovan na ovoj podjeli popularizirao je W. Smitha u svojih nekoliko knjiga o zastavama, a sustav je prihvatio i FIAV. Taj sustav se često naziva sustav "šest točaka u mreži" ili FIS - Flag Identification System (sustav identifikacije zastave) - . Originalni sustav W. Smitha sastoji se od skupine točaka od dva reda po tri točke. Gornji red označava korištenje na kopnu, a donji na moru. Prvi stupac slijeva prikazuje da se zastava koristi za privatnu upotrebu, srednji da je za javnu/državnu upotrebu, a desni označava vojnu upotrebu.
- Civilna zastava – koriste je privatne osobe na kopnu
- Državna zastava – koriste je državne institucije na kopnu
- Ratna zastava – koristi je kopnena vojska
- Civilna pomorska zastava – koristi se na privatnim plovilima (trgovačka zastava)
- Državna pomorska zastava – koristi se na plovilima u vlasništu države (nenaoružanim)
- Ratna pomorska zastava – koristi je ratna mornarica.

Prema tome, simbol  označava zastavu koju koriste samo oružane snage, odnosno vojska na kopnu i moru, dok simbol  označava zastavu koja se upotrebljava samo na kopnu.
Osim "točaka u mreži" FIAV sustav oznaka (FIS) sadrži i oznake koje pokazuju još neke aspekte zastava:
|  | Normalna - zastava u normalnoj upotrebi, bez posebnih opaski. Ističe se vodoravno.                                            |
|  | Prijedlog - prijedlog za zastavu; dizajn koji nije nikad primijenjen u praksi.                                                |
|  | Rekonstrukcija - slika konstruirana prema nedovoljno preciznom opisu ili drugom nepotpunom izvoru.                            |
|  | Naličje - Dizajn prikazan s naličja zastave.                                                                                  |
|  | Inačica - Jedna od dviju ili više inačica istog temeljnog dizajna.                                                            |
|  | Alternacija - Jedna od dviju ili više zastava koje se mogu upotrijebiti simultano ili pod posebnim uvjetima za istu funkciju. |
|  | De facto - Zastava u upotrebi, ali bez zakonskog odobrenja.                                                                   |
|  | Dvostrana - Naličje nije istog dizajna kao što je prikazan na prednjoj strani.                                                |
|  | Lijevo koplje - Naličje ili važnija strana zastave vidi se kad je zastavno koplje prikazano s promatračeve lijeve strane      |
|  | Povijesna - Zastava koja se ranije koristila, ali se više službeno ne koristi.                                                |
|  | Okomita - stiče se okomito ovješena o prečku.                                                                                 |

## Poveznice
- Zastava
- Popis državnih zastava
- Zastava Hrvatske
- Heraldika
- Pomoćne povijesne znanosti

## Vanjske poveznice
- Flags of the World - Zastave svijeta, izvor veksiloloških informacija.
- The Flag Institute (UK)
- Zastave i Grbovi Suvremenog Doba
- Hrvatsko grboslovno i zastavoslovno društvo